# راجر رویل
راجر هانری کامیل، ریدر رِویل (۱۵ ژوئیه ۱۹۲۱ – ۳۰ ژانویه ۲۰۱۳) یک نقاش اهل بلژیک است. کار او به دلیل به تصویر کشاندن اشیاء روزمره اغلب در ارتباط با هنر پاپ ارزیابی می‌شود. سبک هنری رویل در طول زندگی حرفه‌ای‌اش از انتزاعی به فیگوراتیو تحول یافت.

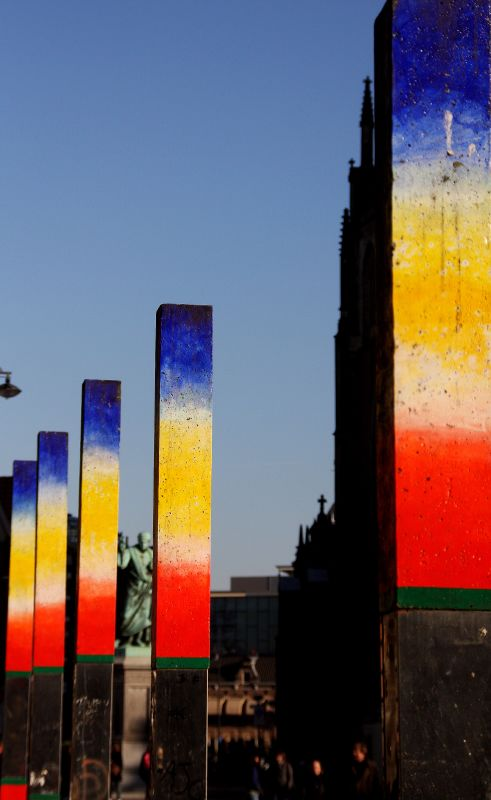
دیرک‌های رنگی در گروته مارکت هارلم توسط راجر رِویل سال ۲۰۰۴

رویل در مچلن بلژیک متولد شد و در آکادمی از خنت و دنز آموزش دید. پس از سال ۱۹۵۲ او شروع به استفاده از فضاهای بزرگ سفید کرد. یکی از موضوعات مرکزی در کار او تضاد افسانه و واقعیت است. در سال ۱۹۷۶ او بر روی یک دیوار بزرگ در ایستگاه مرهود متروی بروکسل نقاشی کشید. پرتره همسر اول او زولما که مدل مورد علاقه او بود و ازدواج آن دو تا زمان مرگ زولما در سال ۲۰۰۹ دوام داشت به عنوان یک نقشمایه در کارهای او جاری بود.
رویل در ۳۰ ژانویه ۲۰۱۳ در دنز در سن ۹۱ سالگی درگذشت.
در ۱۵ ژوئیه ۲۰۱۶ موتور جستجوی گوگل به مناسبت ۹۵مین سالروز تولد راجر رِویل و به افتخار او گوگل دودل صفحه اصلی خود را در هلند تغییر داد.